# Șelari, Argeș
Șelari este un sat în comuna Valea Mare Pravăț din județul Argeș, Muntenia, România.